# Lijst van Jacques Brel-vertolkers
De volgende artiesten hebben allemaal nummers van Jacques Brel vertolkt. Originele versies — dat wil zeggen: eerste uitgaven van chansons die Brel weliswaar schreef, maar nooit zelf op zijn repertoire nam — worden  vet  weergegeven.
3JS
- Liefde van later (Single, 2007)

4 Walls
- Ces gens-là (Van de cd 'Which side are you on', 2004)

A
Michael Abspoel
Madeleine, Marieke, Mijn vlakke land, Brussel, On n'oublie rien, Liefde van later, Een vriend zien huilen, La bière, De nuttelozen van de nacht, Le moribond,  Ne me quitte pas, De oudjes, De burgerij,  Amsterdam, Mathilde, Jojo.  Uit het muziektheaterprogramma 'Leven met Brel'.
Lianne Abeln
- Mien slichte land (Mijn vlakke land) van het album 'Nait zunder die' (1987)

Acda en De Munnik
- (De stad) Amsterdam (Van de cd 'Acda en de Munnik', 1997)
- La valse à mille temps (Van de cd 'Zwerf' on', 1997)

Ciara Adams
- Ne me quitte pas (Van de cd 'Ciara Adams live at Le Sélect Bistro', 2005; jazz)

Adamo
- Ne me quitte pas

Karen Akers
- Chanson des vieux amants (Van de cd 'Under Paris skies', 1996)
- If we only have love (Quand on n'a que l'amour; van de cd 'If we only have love', 2004)

Nishito Akiko
- If you go away (Ne me quitte pas; van de cd 'If you go away', 2007)

Alcione
- Ne me quitte pas (Um Barzinho, Um Violão Live - disc 4)

Charis Alexiou
- Ne me quitte pas (Live - Girizontas Ton Kosmo)

Corinne Allal
- (Benamal) Amsterdam (Op het album 'Forbidden Fruits', 1987)

Karrin Allyson
- If you go away (Ne me quitte pas; van de cd 'From Paris to Rio', 1999)

Marc Almond
- The bulls (Les toros; op het album 'Torment and toreros' van Marc and the Mambas, 1983)
- The devil (Okay) (Le diable (Ça va)), If you need (S'il te faut), The lockman (L’éclusier), We must look (Il nous faut regarder), Alone (Seul), I'm coming (J'arrive), Litany for a return (Litanies pour un retour), If you go away (Ne me quitte pas), The town fell asleep (La ville s'endormait), The bulls (Les toros), Never to be next (Au suivant), My death (La mort; van de cd 'Jacques', 1989)
- Jacky (single, 1991)

Ambulette
- If you go away (The Lottery, 2006)

Thierry Amiel
- Quand on n'a que l'amour, Amsterdam (Van de cd 'Paradoxes', 2003)

Ange
- Ces gens-là (Op het album 'Le cimetière des arlequins', 1971)
- Le moribond, À jeun (Van de cd 'A propos de...', 1982)

Angélica María
- No me dejes (Ne me quitte pas; van de cd 'Ellas cantan asi')

Dick Annegarn
- Jef (Van de cd 'Aux suivants', 2003)

Richard Anthony
- Les vieux (Van de cd 'Hommage - Ils chantent Jacques Brel', 1998)

Jenny Arean
- Ik hield van (J'aimais), De namen van Parijs (Les prenoms de Paris), Kinderen van (Fils de; op het album 'Hommage aan Jacques Brel', 1974)
- Kinderen van (Fils de; op het album 'Jenny Arean', 1986; met liedjes uit de voorstelling Gescheiden vrouw op oorlogspad)
- Delfzijl (Vesoul; van de cd 'Voorwaarts en niet vergeten', 1999)

Paul Armfield
- Why should it be that a man gets bored (Pourquoi-faut il que les hommes s'ennuient; van de cd 'Songs without words', 2004)

Arno
- Le Bon Dieu (Van de cd 'A la Française', 1995)
- La la la (Van de cd 'Aux suivants', 2003)
- Voir un ami pleurer (Van de cd 'French bazaar', 2004)

Arthur H.
- Sur la place (Van de cd 'Aux suivants', 2003)

Sandy Aruba
- Ne me quitte pas (12 inch, 1997; 3 versies)

Natacha Atlas
- Ne me quitte pas (Van de cd 'Ayeshteni', 2001)

Attila the Stockbroker
- Ces gens-là (Van de cd 'Ne me quitte pas: Brel songs by...', 1998)

Isabelle Aubret
- Ne me quitte pas, Amsterdam, Le plat pays, Heureux, La Fanette, Les prenoms De Paris, Je ne sais pas, Seul, Les vieux, Quand on n'a que l'amour, Rosa, Sur la place, Fils de, Ne me quitte pas, Le prochain amour, Les singes, La chanson des vieux amants, On n'oublie rien, La quête (Van de cd 'Chante Brel', 2001)

Hugues Aufray
- Ne me quitte pas (Van de cd 'Hommage - Ils chantent Jacques Brel', 1998)

Giacomo Aula
- Ne me quitte pas (Van de cd 'The looking glass session', 2003)

## B
Pierre Bachelet
- La quête, Madeleine, Le plat pays, La chanson des vieux amants, Voir un ami pleurer, Heureux, La Fanette, Orly, Ne me quitte pas, Quand on n'a que l'amour, Le Bon Dieu (Van de cd 'Tu ne nous quittes pas', 2005)

Joan Baez
- The dove (La colombe; op het album 'Joan', 1967)

Roy Bailey
- Les timides (Van de cd 'Ne me quitte pas: Brel songs by...', 1998)

Marco Bakker
- Liefde van later (La chanson des vieux amants; op het album 'Marco Bakker zingt romantische sfeersongs', 1981)

Michael Ball
- If you go away (Ne me quitte pas; van de cd 'Songs of love', 2001)

Yossi Banai
- Ahava bat 20 (La chanson des vieux amants; op het album 'A gypsy face', 1972)
- HaMatilda Sjeli (Mathilde; van de cd 'Sjiekor walo mejajien' ('Dronken maar niet van wijn', 1990))
- Bisjviel tipa shel chesed (La tendresse), Al tilchi mikan (Ne me quitte pas), Banim (Fils de...), Ha'iesj mehagaz (Le gaz), Hagoses (Le moribond), Loe hajiti elohiem (Le Bon Dieu), Habet hetev jaldie habet hetev (Regarde bien petit), Kesjehajiti soes (Le cheval), Lo sjochechiem davar (On n' oublie rien), Bonboniem (Les bonbons), Jesj gevoel (Vesoul), Im neda' le'ehow (Quand on n' a que l'amour; op het album 'Im neda' le'ehow - Songs of Jacques Brel', 1992)

Barbara
- Les Flamandes, Je ne sais pas, Voici, Seul, Sur la place, Ne me quitte pas, Il nous faut regarder, Le fou du roi, Litanies pour un retour (Op het album 'Barbara chante Brel', 1961)

Attila Bardóczy 
- Amsterdam, Les toros (Van de cd 'Chanson classique', 1996)

Bashung
- Le tango funèbre (Van de cd 'Aux suivants', 2003)

Shirley Bassey
- If you go away (Ne me quitte pas; op het album 'And we were lovers', 1967; ook op single verschenen)
- If we only have love (Quand on n'a que l'amour; op het album 'And I love you so', 1972)
- If you go away (Ne me quitte pas; van de cd 'The remix album: Diamonds are forever', 2001; techno versie)

Franco Battiato
- La canzone dei vecchi amanti (La chanson des vieux amants; van de cd 'Fleurs', 1999)

Martine Baujoud
-  Hé! m'man (op een ep, 1967)

BCN
- Jackie (Van de cd 'A tribute to Scott Walker', 2006)

Angelique Beauvence
- La chanson des vieux amants, Ne me quitte pas (Van de cd 'Still...love you', 2004)

Oscar Benton
- If you go away (Ne me quitte pas, 1984; single)

Herman van den Berg
- Die Sterwende (Le Moribond), Drinklied (La Bière), Die Grysaards (Les Vieux), My Lae Land (Le Plat Pays), Jojo, Amsterdam, My Kinderdae (Mon Enfance), Om Met Liefde Alleen (Quand On Ná Que l'Amour), Vlamingvrou (Les Flamandes), Sneeu Oor Luik (Il Neige Sur Liège), Die Bedeesdes (Les Timides), Die Lied Van Die Ou Minnaars (La Chanson Dex Vieux Amants), Die Goeie God (Le Bon Dieu) (Van de cd 'Brel In Afrikaans', 2007)
- Marieke, Mathilde, Laat My By Jou Bly (Ne Me Quitte Pas), Orly, Nuwe Liefde (Le Prochain Amour), Tot Mens 'n Vriend Sien Huil (Voir Un Ami Pleurer), Die Stad Sluimer In (La Ville s'Endomait), Smeekbedes Vir 'n Terugkeer (Litanies Pour Un Retour), Die Wanhopiges (Les Désespérés), Die Marquises (Les Marquises), Fernand. (Van de cd 'Brel In Afrikaans II', 2011)

Bert van den Bergh
- Heeft in het Limburgs dialect meerdere songs van Brel opgenomen en uitgebracht onder anderen met VonBergh.

Paloma Berganza
- La chanson des vieux amants, Ne me quitte pas, La valse à mille temps (Van de cd 'Avec le temps', 2002)

Gérard Berliner
- Mathilde (Van de cd 'Hommage - Ils chantent Jacques Brel', 1998)

Dave Berry
- Amsterdam (Van de cd 'Ne me quitte pas: Brel songs by...', 1998)

Masha Bijlsma Band
- La chanson des vieux amants (Van de cd 'Profile', 1998; jazz)

Bic Runga
- Ne me quitte pas (Van de cd 'Live in concert', 2006)

Bik Bent Braam
- Ne me quitte pas (Van de cd '13', 2001; jazz)

Acker Bilk
- If you go away (Ne me quitte pas; op het album 'His clarinet & strings', 1972; jazz)

Maria Bill
- De Burgerij (Les bourgeois), Marieke, Fernand, Ne me quitte pas, A jeun, Amsterdam, Pardons, Le moribond, La chanson de Jacky, Le diable [Ça va], Madeleine, Voir un ami pleurer, Jef, La chanson des vieux amants, La valse à mille temps, Les remparts de Varsovie, Litanies pour un retour, Mathilde, Quand on n'a que l'amour (Van de cd 'Maria Bill singt Jacques Brel', 2001)
- Geliebter (Mathilde; van de cd 'Superstars singen Jacques Brel', 2006)

Black Box Recorder
- Seasons in the sun (Le moribond; van de cd 'The worst of Black Box Recorder', 2003)

Blink 182
- Seasons in the sun (Le moribond; punkversie)

Karin Bloemen
- Nuttelozen van de nacht (Les paumés du petit matin; van de cd 'Het zou toch moeten bestaan', 2002)

BLØF
- Laat me niet alleen (Ne me quitte pas; van de cd 'De Toegift', 2010)

Frida Boccara
- Ne me quitte pas (Van de cd 'Un jour, un enfant', 1998)

Frank Boeijen
- Een vriend zien huilen (Voir un ami pleurer; samen met Micheline van Hautem op de dvd 'Live in Antwerpen', 2004)

Deborah Boily
- Ne me quitte pas (Van de cd 'Thank you for the music', 2004; onderdeel van een 'French medley')

The Bolshoi
- Amsterdam (B-kant van de single 'Sob story', 1985)

Jeffry Bonnet
- Ne me quitte pas" (Album Reflexion Refelexion,1986)
- Een vriend zien huilen" (NCRV Bijna Beroemd 2007 aud.)
- In de voetsporen van Brel" (Theaterprogramma 2006/2007)

Hans de Booij
- De kathedraal (La cathédrale; op de compilatie 'Het beste van...', 1987)
- Marieke (cd 'Vlaamse helden', 1992)

Stef Bos
- De laatste trein (Les désespérés; van de cd 'De onderstroom', 1997)
- Jef (Van de cd 'Zien', 1999)

Miguel Bose
- Ne me quitte pas (Van de cd 'Once maneras de ponerse un sombrero', 1998)

Della Bosiers
- J'aimais, Rosa (Tijdens het concert 'Ode aan Jacques Brel', Amsterdam 16 maart 2003)

Hans Boskamp
- De drinker (L'ivrogne)

Bots
- Der Nächste (Au suivant; op het album 'Schön krank', 1983)
- Wie volgt (Au suivant; van de cd 'Paradijs', 1990)

Botticelli
- Seasons in the sun (Le moribond; van de cd 'Midnight moods', 1989)

Isabelle Boulay
- Amsterdam (Van de cd 'Scènes d'amour', 1999)

Boum!
- Madeleine (Van de cd 'Ne me quitte pas: Brel songs by...', 1998)

David Bowie
- My death (La mort; op diverse live-opnames uit omstreeks 1972)
- Amsterdam (B-kant van de single Sorrow, 1973)

Ted de Braak
- Aju Publiek (Le moribond; op het album 'n 'Glaasje Madeira', 1976)

James Dean Bradfield
- To see a friend in tears (Voir un ami pleurer; van de cd 'The great western', 2006)

Bruno Brel
- Les vieux, Amsterdam, Madeleine, Les bourgeois, Hé! m'man, Mon père disait, Fils de... (cd 'Moitié Bruno moitié Brel', 2001)

Corry Brokken
- Een wals uit duizenden (La valse à mille temps, 1960; B-kant single)

Patrick Bruel
- Jef (Van de cd 'Bruel Tour 90-91', 1991)

Joke Bruijs
- Moe nie weggaan nie (Ne me quitte pas, tijdens het concert 'Ode aan Jacques Brel', Amsterdam 16 maart 2003)

Yuri Buenaventura
- Ne me quitte pas (Van de cd 'Herencia Africana', 1996; salsa versie)

## C
Franco Califano
- Ne me quitte pas (Van de cd 'Non escludo ilritorno', 2005)

Chantal Câlin
- La chanson des vieux amants (in het programma 'Van Piaf tot Câlin')
- Amsterdam (in het programma 'Van Piaf tot Câlin')
- Je m'en remets à toi (in het programma 'Hommage à Piaf')

Camden
- De burgerij (Les bourgeois; van de cd 'Puur Brel', 2003; Voor het programma 'Puur Brel' nodigde jongerenzender JimTV Belgische artiesten en bands uit om een Jacques Brel-nummer te bewerken. Dit naar aanleiding van de 25ste verjaardag van het heengaan van Brel)

Glen Campbell
- If you go away (Ne me quitte pas; op het album 'Wichita Lineman', 1968)

Donald Cant
- If you go away (Ne me quitte pas), Amsterdam, Brussels (Bruxelles), Marieke, Old folks (Les vieux), Jackie (La chanson de Jacky), Desperate ones (Les désespérés), My death (La mort), Next (Au suivant), Fanette, Carousel (La valse à mille temps), If we only have love (Quand on n'a que l'amour; van de cd 'Cant / Brel', 1999)

Lana Cantrell
- If you go away (Ne me quitte pas; van de cd 'Lana Cantrell', 1998)

Caravelli
- Ne me quitte pas (Van de cd 'Douce France', 1988)

Caribbean Steel Band
- Seasons in the sun (Le moribond; van de cd 'Caribbean Holiday', 2003; instrumentaal)

Belinda Carlisle
- Ne me quitte pas, If you go away (Ne me quitte pas; van de cd 'Voila', 2007)

José Carreras
- La chanson des vieux amants (Van de cd 'Energia', 2004)

Rossana Casale
- Non so perché (Je ne sais pas), Vesoul, Se c'è solo l'amore (Quand on n'a que l'amour), Tango funebre (Le tango funèbre), La canzone dei vecchi amanti (La chanson des vieux amants), I cuori teneri (Les coeurs tendres), La mia infanzia (Mon enfance), Zangra, Isabelle, Le Fiamminghe (Les Flamandes), Non andare via (Ne me quitte pas), La città già dormiva (La ville s'endormait; van de cd 'Jacques Brel in me', 1999)

France Castel
- Les désespérés (Van de cd 'Brel Québec', 1993)

Koen de Cauter
- Le plat pays (Van de cd 'Ne me quitte pas: Brel songs by...', 1998)

Les Cavaliers
- Amsterdam (Op het album 'Les cavaliers - trubaduuriyhtye', 1987)

Jean-Paul Celea & François Couturier
- Ne me quitte pas (Van de cd 'Passaggio', 1990; jazz)

The Centimeters
- Next (Van de cd , 2001)

Jonatan Cerrada
- Ne me quitte pas

Claude Challe
- Ne me quitte pas (Van de cd 'Lover dose', 2000)

Chantal Chamberland
- Ne me quitte pas (Van de cd 'Serendipity street', 2006)

Ray Charles
- If you go away (Ne me quitte pas; op het album 'Come live with me', 1974)

Fay Claassen
- If you go away (Ne me quitte pas; van de cd 'Rhythms & rhymes', 2002)

Alan Clayson
- Sons of (Fils de), Next (Au suivant; van de cd 'Ne me quitte pas: Brel songs by...', 1998)

Julien Clerc
- La quête

Les Cochabamba
- Ne me quiite pas (Van de cd 'Flute mania', 1992)

Judy Collins
- The dove (La colombe; op het album 'In my life', 1966)
- Chanson des vieux amants (Op het album 'Wildflowers', 1967)
- Marieke (Op het album 'Whales & nightingales', 1970)
- Sons of (Fils de; op het album 'Colors of the day', 1972)

Les Compagnons de la chanson
- Ne me quitte pas

Ray Conniff Singers
- If we only have love (Quand on n'a que l'amour; op het album 'You are the sunshine of my life', 1973)

Ernesto Cortazar
- Ne me quitte pas

Sam Cooke
- I belong to your heart (Quand on n'a que l'amour, 1960)

Frank Cools
- Laat me niet alleen (Ne me quitte pas), Vlaamse vrouwen (Les Flamandes), De burgerij (Les bourgeois), De prille liefde (Le prochain amour), Snoepgoed (Les bonbons), En wie volgt! (Au suivant), De oudjes (Les vieux), De drinker (L'ivrogne), Orly, Mathilde, Heel mijn jeugd (Mon enfance), Rosa, Kinderen van... (Fils de ... ), Jef, Straks komt mama thuis (Quand maman reviendra), Het bier (La bière; op het album 'Frank Cools zingt Jacques Brel', 1995)

Vera Coomans
- La chanson des vieux amants (Van de cd 'Ne me quitte pas: Brel songs by...', 1998)

Costa Cordalis
- Ne me quitte pas (Van de cd 'Der Vorhang geht auf', 1995)

Debbie de Coudreaux
- La chanson des vieux amants (Van de cd 'Have a little Paris on me', 2003)

Mary Coughlan
- Hearts (Les coeurs tendres; van de cd 'Sentimental killer', 1992)

Gerard Cox
- De liedertjes (Les vieux)(1975) op het album "Gerard Cox en Frans Halsema"

Ben Cramer
- Liefde van later (La chanson des vieux amants; op het album 'Als de avond valt', 1983)

Les Croquants
- La chanson de Jacky, Le moribond (Van de cd 'Reprise', 2004)

Arie Cupé
- De oudjes (Les vieux, tijdens het concert 'Ode aan Jacques Brel', Amsterdam 16 maart 2003)

Crejateef Complot
- Avec (in Brussels dialect, Op melodie van "Le Plat Pays", BRUSSEL, Brusselse tekst uitgeschreven door Raymond Doms in het Brussels, naar een idee van een onbekende dame.

## D
Dalida
- Non lasciarmi solo (Ne me quitte pas)
- Quand on n'a que l'amour (Op het album 'Le spectacle du Palais des Sports 1980', 1980)

Damita Jo
- If you go away (Ne me quitte pas; op het album 'Damita Jo sings', 1965)

Jean-Louis Daulne
- Vesoul (Van de cd 'Onomatopoïa', 1996)

Emma Daumas
- Ne me quitte pas

George Davidson
- Ne me quitte pas (Van de cd 'Somewhere in my heart', 1995)

Dawn
- Ne me quitte pas (Van de cd 'Guitar & vocals', 2004)

Hamed Daye
- Ne me quitte pas (Van de cd 'L'Hip-Hopee', 2000; rap versie)

Dee Dee Bridgewater
- Ne me quitte pas (Van de cd 'J'ai deux amours', 2005)

Deishovida
- Ne me quitte pas (Van de cd 'Not 4 you', 2000)

Michel Delpech
- Ces gens-là (Van de cd 'Hommage - Ils chantent Jacques Brel', 1998)

John Denver
- Amsterdam (Op het album 'Take me to tomorrow', 1971 en op de dvd 'A song's best friend', 2005 en 'An evening with John Denver', 2001 De Luxe versie)

Wouter Deprez
- Meug nie weggoan nie (Ne me quitte pas)

Janez Detd.
- Ne me quitte pas (Van de cd 'Puur Brel', 2003; voor het programma 'Puur Brel' nodigde jongerenzender JimTV Belgische artiesten en groepen uit om een Jacques Brel-nummer te bewerken. Dit naar aanleiding van de 25ste verjaardag van het heengaan van Brel).

Neil Diamond
- If you go away (Ne me quitte pas; op het album 'Stones', 1971)

Renato Dibi
- Amsterdam, Lombardia (Le plat pays), Insieme a te Marieke (Marieke), Non andare via (Ne me quitte pas), Le Paolotte (Les Flamandes), Amsterdam, I vecchi (Les Vieux), La canzone dei vecchi amanti (La chanson des vieux amants; van de cd 'Il mio Jacques Brel', 1990)

Barbara Dickson
- If you go away (Ne me quitte pas; van de cd 'The right moment', 1986)

Dicte
- If you go away (Ne me quitte pas; op het album 'This is cool', 2000)

Marlene Dietrich
- Bitte geh nicht fort (Ne me quitte pas, 1963)

De Dijk
- De stad Amsterdam (Van de cd 'De blauwe schuit', 1994)

Céline Dion
- Un enfant (Op het album 'Chants et contes de Noël', 1983)
- Quand on n'a que l'amour (Van de cd 'Celine Dion a l'Olympia', 1994; live)

Dion DiMucci
- If we only have love (Quand on n'a que l'amour) (Van de lp 'Sit down old friend', 1969)

Sacha Distel
-  Les crocodiles (op een ep, 1962)

Divine Comedy
- Jacky (Op de single 'The pop singer's fear of the pollen count', 1999)

Sally Doherty
- If you go away (Ne me quitte pas; van de cd 'A tribute to Scott Walker', 2006)

De Dopegezinde Gemeente
- Burgerij (Les bourgeois; van de cd 'Ver van alles', 1995)

Lia Dorana
- Laat me niet alleen (Ne me quitte pas; op het album 'Lia Dorana solo '68 - een greep uit 10 jaar toneel en musical', 1968)

Dragseth Duo
- Gah nich wech vun mi (Ne me quitte pas; op de CD 'Soweit...' 2010; ok op de CD 'Lichtjahre' 1991)
- Mien platte land (Le plat pays; op de CD 'Soweit...' 2010; ok op de CD 'The Promised Shore' 2006)

The Dresden Dolls
- Amsterdam (niet op een plaat, wel te zien en te horen op het web )

André van Duin
- Liefde van later (La chanson des vieux amants; van de cd 'Recht uit het hart', 1999)

Le Duo
- Madeleine, La valse à mille temps, Ne me quitte pas, La tendresse, Le bon dieu, Jef, Isabelle, Vesoul, L'amour est mort, La chanson des vieux amants, La quète, Amsterdam, Les bourgeois (Van de cd 'Le Duo plays Jacques Brel, 2006)

Charles Dumont
-  Je m'en remets à toi (Op het album 'A faire l'amour sans amour', 1964)

Yves Duteil
- La fanette (Van de cd 'Hommage - Ils chantent Jacques Brel', 1998)

Altemar Dutra
- Se você partir (Ne me quitte pas - Van het album "Altemar Dutra", RCA Victor, Brazilië, 1979)

## E
Sheena Easton
- If you go away (Ne me quitte pas; van de cd 'No strings', 1993)

Katja Ebstein
- Mein flaches Land  (Le plat pays; van de cd 'Superstars singen Jacques Brel', 2006)

Stephan Eicher
- Voir un ami pleurer (Van de cd 'Aux suivants', 2003)

Philippe Elan
- Mon enfance, Voir un ami pleurer, La fanette, Mathilde (Van de cd 'Démasqué', 1992)
- Les prénoms de Paris, La Fanette (Tijdens het concert 'Ode aan Jacques Brel', Amsterdam 16 maart 2003)

Shawn Elliott, Elly Stone, Mort Shuman en Alice Whitfield
- Marathon (Les Flamandes), Alone (Seul), Madeleine, I loved (J'aimais), Mathilde, Bachelor's dance (La bourrée du célibataire), Timid Frieda (Les timides), My death (La mort), Jackie, Desperate ones (Les désespérés), Amsterdam, The bulls (Les toros), Old folks (Les vieux), Marieke, Brussels (Bruxelles), Fanette, Funeral tango (Tango funèbre), The middle class (Les bourgeois), You're not alone (Jef), Next (Au suivant), Carousel (La valse à mille temps), If we only have love (Quand on n'a que l'amour; van de cd 'Jacques Brel is alive and well and living in Paris', 2002; geremasterde opname van lp met opnames van de gelijknamige musical uit het midden van de jaren zestig; met 1 nog niet eerder op plaat verschenen opname)

Pieter Embrechts & The New Radio Kings
- If we only have love (Quand on n'a que l'amour; van de cd 'Time is a Thief', 2010)

Gunther Emmerlich
- Einen Freund zu sehn, der weint (Voir un ami pleurer), Mein allerletztes Glas (Le dernier repas; van de cd 'Superstars singen Jacques Brel', 2006)

Sergio Endrigo
- Ti amo (Je t'aime, 1964)

Les Enfoirés
- Ne me quitte pas (Van de cd 'Le train des Enfoirés', 2005)

## F
Raimundo Fagner
- Não me deixes mais (Ne me quitte pas, Van de cd 'O Quinze', 1989)

Marianne Faithfull
- Port of Amsterdam (Van de cd 'Brel - Ces gens là', 2019)
- Ne me quitte pas (Van de cd 'Love in a mist', 1988; opgenomen 1965-1967)wrong:the credits on the label is Jacques Brel, but the song is Les parapluies de Cherbourg from Michel Legrand,this song is also called Ne me quitte pas.

Faudel
- Ne me quitte pas (Van de cd 'Aux suivants', 2003)

Female Factory
- Een vriend zien huilen (Voir un ami pleurer; van de cd 'Live at the Royal Theatre Carre', 1998)

Will Ferdy
- Laat me niet alleen (Ne me quitte pas)
- Vaarwel Emile (Le moribond, 1965; single; ook bekend onder de naam 'De stervende')
- Een wals van duizend tellen (La valse à mille temps), Amsterdam, De stervende (Le moribond), Madeleine, Men vergeet niets (On n'oublie rien), Zulke lui (Ces gens-là), Lied van de oude geliefden (Chanson des vieux amants), Het vlakke land (Le plat pays), De aanstaande liefde (Le prochain amour), Ik weet niet eens (Je ne sais pas), Zeg, als het eens waar was (Dites, si c'était vrai), Een kind (Un enfant), De duivel (Le diable), De pralinekes (Les bonbons), Met alleen maar de liefde (Quand on n'a que l'amour), Ga niet weg van mij (Ne me quitte pas; van het album 'Will Ferdy zingt Jacques Brel')

Jorge Fernando
- La chanson des vieux amants (Van de cd 'Velho fado', 2001)

Roberto Ferri
- Ne me quitte pas, Madeleine, Le plat pays, La valse à mille temps (Van de cd 'Marinelle et le chat', 2001)

Evelyn Fischer
- Wenn du von mir gehst (Ne me quitte pas; van de cd 'Superstars singen Jacques Brel, 2006)

Marjol Flore
- Les coeurs tendres (Op het album 'Marjol Flore', 1973)
- Ich liebte (J'aimais; op het album 'Ich leb', 1984)
- Les prenoms de Paris, On n'oublie rien, Amsterdam (Van de cd 'Lieder & chansons', 1992)

Forrester
- If you go away (Ne me quitte pas; van de cd 'Ne me quitte pas: Brel songs by...', 1998)

The Fortunes
- Seasons in the sun (Le moribond; single, 1968)

French B.
- Ces gens-là (Van de cd 'Brel Québec', 1993)

Kalle Freynik
- Bitte geh nicht fort (Ne me quitte pas, 1967; uitgebracht op de cd-box 'Super Schlager Box 1963-1970', 1998)

Gavin Friday
- Next (Au suivant; op het album 'Each man kills the thing he loves', 1989)
- Amsterdam

Maria Friedman
- If you go away (Ne me quitte pas; van de cd 'Now and then', 2006)

René Froger
- Liefde van later (La chanson des vieux amants; van de cd 'Sweet hello's & sad goodbyes 2', 2002)

## G
Giorgio Gaber
- I borghesi (Les bourgeois), Che bella gente (Ces gens-là), L'amico (Jef; op het album 'I borghesi', 1971)

Rita di Ghent
- Ne me quitte pas (Van de cd 'The standards sessions 2', 2003)

Dori Ghezzi
- Stagioni fuori tempo (Le moribond)

Bobby Goldsboro
- If you go away (Ne me quitte pas; op het album 'Word pictures featuring autumn of my life', 1968)

Edyta Gorniak
- Nie opuszczaj mnie (Ne me quitte pas)

Goodbye Mr. Mackenzie
- Amsterdam (Van de cd 'Good deeds and dirty rags', 1999)

Gorki
- De sluiswacht (L’éclusier; van de cd 'Puur Brel', 2003; voor het programma 'Puur Brel' nodigde jongerenzender JimTV Belgische artiesten en groepen uit om een Jacques Brel-nummer te bewerken. Dit naar aanleiding van de 25ste verjaardag van het heengaan van Brel).

Francis Goya & Damian Luca
- If you go away (Ne me quitte pas; van de cd 'The romantic guitar & magic panflute', 1988(?))

Juliette Gréco
- Le diable (ça va) (ep, 1952; dit is de eerste cover van een Brel-chanson die ooit op plaat verscheen).
- On n'oublie rien (ep, 1961)
-  Vieille (ep, 1964)
-  Je suis bien (Op het album 'La femme', 1967)
- La chanson des vieux amants (Op het album 'Face à face', 1970)
- Voir un ami pleurer, J'arrive (Op het album 'Juliette Gréco chante J. Brel, H. Gougaud, P. Seghers', 1977; deze plaat kwam uit voordat Brel 'Voir un ami pleurer' zelf op de plaat zette.).
- On n’oublie rien, Le prochain amour, Voir un ami pleurer, Bruxelles, Je suis bien, La chanson des vieux amants, J’arrive, Le tango funèbre, Regarde bien petit, La valse à mille temps, Ne me quitte pas (Op het album 'Gréco 88: Hommage à Brel', 1988)

Jacques Grillot
- Le diable (ça va), Le dernier repas, Les paumés du petit matin, Amsterdam, Les Marquises, Mathilde, Fernand, Les timides, Les bigotes, La Fanette, Les bourgeois, Le diable, Le tango funèbre, Le moribond, La chanson des vieux amants, Bruxelles, Jef, La valse à mille temps, Les vieux, Rosa, Madeleine (Van de cd 'Jacques chante Brel', 1997)

Raymond van het Groenewoud
- Dat slag volk (Ces gens-là; van de cd 'Neem je tijd', 1989)

Otto Groote Ensemble
- Amsterdam (op de CD 'De anner Steerns an d' Heven' 2009)

Petru Guelfucci
- Ma ti ne voli anda (Ne me quitte pas; van de cd 'Les plus belles chansons', 2001)

Daniel Guichard
- Ne me quitte pas (Op het album 'La tendresse', 1973)
- Quand on n'a que l'amour (Van de cd 'Les plus belles chansons d'amour', 1994)

Jean Guidoni
- Vesoul (Van de cd 'Hommage - Ils chantent Jacques Brel', 1998)

Inger Marie Gundersen
- If you go away (Ne me quitte pas)

Rigmor Gustafsson
- If you go away (Ne me quitte pas; van de cd 'I will wait for you', 2003)

## H
Susanna Haavisto 
- Ala vetää vaan (Ne me quitte pas), Seuraava (Au suivant), Syntymässä säikähtäneet (Les timides; op het album 'Laulusi elää, Brel I', 1984)
- Härät (Les toros), Jef, Meikäläiset (Les Flamandes), Viimeinen valssi (La valse à mille temps), Marieke (Op het album 'Laulusi elää, Brel II', 1986)

Johnny Hallyday
- Ne me quitte pas (Op het album 'En concert - Zenith 1984', 1984)

Frans Halsema
- Madeleine (B-kant van de single 'Ome Nelis heeft kleurentelevisie', 1967)
- Vrouwencafé (Amsterdam, 1980; parodie)

Ester Hana
- Ne me quitte pas, Amsterdam (Van de cd 'Passport', 2004)

Jon Harvison
- Le moribond (Van de cd 'Ne me quitte pas: Brel songs by...', 1998)

Micheline van Hautem
- La chanson des vieux amants (Van de cd 'Brel op 1', 1998; een live-registratie van een tributeconcert georganiseerd door Radio 1 (België) n.a.v. de twintigste verjaardag van het overlijden van Jacques Brel)
- Een vriend zien huilen (Voir un ami pleurer; samen met Frank Boeijen op de dvd 'Live in Antwerpen', 2004)

Richard Hayman
- If you go away (Ne me quitte pas; van de cd 'An evening in Paris', 2000)

Douwe Heeringa en Compagnie
- Mathilde, It flakke lân (Le plat pays), Leafste bliuw by my (Ne me quitte pas), Mei de leafde yn it liif (Quand on n'a que l'amour), Utering (Litanies pour un retour), It gas (Le gaz), In eilan (Une ile), Ik bin in simmerjun (Je suis un soir d'été), Berber (Isabelle), De dwazen fan e lette nacht (Les paumes du petit matin), Ien foar d'oar (Les amants de coeur), Fanette (La Fanette), Fertwiveling (Les désespérés), In sliepende sted (La ville s'endormait), Clara, In freon dy't gult is oars (Voir un ami pleurer; van de cd 'Brel in Fries', 1990)
- Amsterdam, L'enfance, Zomernacht (Je suis un soir d'été), La chanson des vieux amants, De nuttelozen van de nacht (Les paumes du petit matin), De radelozen (Les désespérés), Leafste bliuw by my (Ne me quitte pas), Dat soort volk (Ces gens là), Il neige sur Liège, Voir un ami pleurer, Mei de leafde yn it liif (Quand on n'a que l'amour), Marieke (Van de cd 'Brel twa', 2007)

Harma Heikki
- Amsterdam (Van de cd 'Yhtenä iltana', 1990)

Rie Helmig
- Laat me niet alleen (Ne me quitte pas)

Michael Heltau
- Tango funèbre, Franz (Fernand), Marieke, Joe (La chanson de Jacky), Amsterdam, Der Gasmann (Le gaz), Das Lied von der alten Liebe (La chanson des vieux amants), Die Bonbonnière (Les bonbons), Das Bier (La bière), Auch ich war einst ein Kind (Mon enfance), Die chancenlos sind (Les désespérés), Der Alte sagt (Mon père disait), Karussell (La valse à mille temps), Jojo, Madame, Schön, Der Nächste (Au suivant), Der Besen, Die Alten (Les vieux), Das allerletzte Glas (Le dernier repas), Wien (Vesoul); van de cd 'Best of Brel', 2005)

André van den Heuvel
- Het bier (La bière; op het album 'Zwart-wit')
- Jef, De dood (La mort), Madeleine, Het standbeeld (La statue; op het album 'Hommage aan Jacques Brel', 1974)

Ivan Heylen
- Jef (Hitsingle in België, 1982)

Al Hirt
- If you go away (Ne me quitte pas; van de cd 'Greatest hits', 2000)

Robyn Hitchcock
- If you go away (Ne me quitte pas; van de cd 'Perspex island', 1991)

Klaus Hoffmann
- Adieu Emile (Le moribond; op het album 'Klaus Hoffmann', 1975)
- Geh nicht fort von mir (Ne me quitte pas)Marieke; op het album 'Was bleibt?', 1976)
- Mein Flanderland (Le plat pays), So sind hier die Leute (Ces gens-là; op het album 'Ich will Gesang, will Spiel und Tanz', 1977)
- Allein (Seul; op het album 'Ciao Bella', 1983)
- Bitte geh nicht fort (Ne me quitte pas), Amsterdam, Jacky, Jef, Marieke, Rosa, Mathilde, Der Walzer der tausend Takte (La valse à mille temps), Bei diesen Leuten, (Ces gens-là), Knokke le Zoute, Die Stadtmauer von Warschau (Les remparts de Varsovie), Der Saufer (L'ivrogne), Die ohne Hoffnung sind (Les désespérés), Wenn uns nur Liebe bleibt (Quand on n'a que l'amour), Die Alten (Les vieux), Das Lied der alten Liebenden (Chanson des vieux amants; van de cd 'Klaus Hoffmann singt Brel', 1997)
- Der Kammerton, Die Vornamen von Paris (Les prenoms de Paris), Rosa, Bei diesen Leuten (Ces gens-là), Marieke, Die Marquesas (Les Marquises), Mathilde, Der Säufer (L'ivrogne), Der unmögliche Traum-Elegie, Der Säufer (L'ivrogne), Die Alten (Les vieux), Der unmögliche Traum-Elegie, Knokke-le-Zoute Tango, Amsterdam, Madeleine, Walzer der 1000 Takte (La valse à mille temps), Die Stadtmauern von Warschau (Les rempards de Varsovie), Der Kammerton, Miche-Elegie, Das Lied der alten Liebenden (La chanson des vieux amants), Der unmögliche Traum-Elegie, Die ohne Hoffnung sind (Les désespérés), Der unmögliche Traum-Elegie 2, Totentango (Le tango funèbre), Der unmögliche Traum, Kampfthema, Der unmögliche Traum, Der Kammerton, Flämischer Bauerntanz (Les Flamandes), Marquesas-Elegie (Les Marquises), Jacky, Wenn uns nur Liebe bleibt (Quand on n'a que l'amour), Wenn uns nur Liebe bleibt - Reprise, Der unmögliche Traum-Elegie (Van de cd 'Brel - Die letzte Vorstellung', 1997; live)

Johan Hoogeboom
- De nuttelozen van de nacht (Les paumés du petit matin, tijdens het concert 'Ode aan Jacques Brel', Amsterdam 16 maart 2003)

Shirley Horn
- If you go away (Ne me quitte pas; van de cd 'May the music never end', 2003)

Dominique Horwitz
- Les paumés du petit matin, Amsterdam, La valse à mille temps, La chanson de Jacky, Les bonbons, La chanson des vieux amants, Mathilde, Orly, Les bourgeois, Ne me quitte pas, Le moribond, Les Flamandes, La Fanette, Knocke Le Zoute-tango, Jef, Bruxelles, La statue, Madeleine, Les singes (Van de cd 'Singt Jacques Brel', 2000)

Karin Hougaard
- If you go away (Ne me quitte pas), Seasons in the sun (Le moribond), Marieke, Liefde van later (La chanson des vieux amants), My open land (Le plat pays), Vriend sien huil (Voir un ami pleurer), If we only have love (Quand on n'a que l'amour; van de cd 'Metamorph 1999', 1999)

Engelbert Humperdinck
- If we only have love, (Quand on n'a que l'amour; van de cd 'Live in concert/all of me', 1991; onderdeel van een medley)

## I
Julio Iglesias
- If you go away (Ne me quitte pas; van de cd 'Starry night', 1990)

## J
Terry Jacks
- Seasons in the sun (Le moribond, 1974; single; dit nummer is door Rod McKuen in het Engels vertaald en deze uitvoering bereikte de eerste plaats op de Amerikaanse Billboard-hitlijst.)
- If you go away (Ne me quitte pas, 1974)

Alfred Janson
- Ne me quitte pas (Van de cd 'Spor.Sørland Selvportrett', 2002)

Jocelyne Jocya
- Ne me quitte pas (Van de cd 'French feelings: Jocelyne Jocya in the U.S.A., 2003)

Robb Johnson
- Le Bon Dieu, Les bonbons (Van de cd 'Ne me quitte pas: Brel songs by...', 1998)

Byron Jones
- Fanette, Ne me quitte pas, Amsterdam, If we only have love (Quand on n'a que l'amour; van de cd 'What have you done to my heart', 2004)

Jack Jones
- If you go away (Ne me quitte pas; van de cd 'Best of Jack Jones', 1997)

Tom Jones
- If you go away (Ne me quitte pas; op het album 'Help yourself', 1968)

Jasperina de Jong
- De oudjes (Les vieux; op het album 'Een tien voor Jasperien!', 1969)

Freek de Jonge
- Wie volgt? (Au suivant; van de cd 'De volgende', 1991)
- Lied van de oude geliefden (La chanson des vieux amants), Nuttelozen van de nacht (Les paumés du petit matin; van de cd 'Parlando', 2003)

Filip Jordens
- La valse à mille temps, La Fanette (Van de cd 'Brel op 1', 1998; een live-registratie van een tributeconcert georganiseerd door Radio 1 (België) n.a.v. de twintigste verjaardag van het overlijden van Jacques Brel).

Juanares
- No me dejes (Ne me quitte pas; van de cd 'Chanson Flamenca', 2005)

Barb Jungr
- Ne me quitte pas, Les Marquises, Marieke, La chanson des vieux amants (Van de cd 'Chanson: The space in between', 2001)

## K
Patricia Kaas
- If you go away (Ne me quitte pas; van de cd 'Piano bar', 2002)
- Quand on n'a que l'amour (Van de dvd en cd 'Toute la musique...', 2005)

Kamahl
- If we only have love (Quand on n'a que l'amour; van de cd 'Imagine – The World In Unison', 2003)

Kent
- Fils de... (Van de cd 'Aux suivants', 2003)

The King's Singers
- La valse à mille temps (Van de cd 'Chanson d'amour', 1993; a capella)

The Kingston Trio
- Seasons in the sun (Le moribond; single, 1964)

Eartha Kitt
- Ne me quitte pas (Van de cd 'Live in London - 1989 (2'), 1991)

Hildegard Knef
- Mein flaches Land (Le plat pays), Amsterdam (Op het album 'Überall blühen Rosen', 1978)

Steve Knightley
- My death (La mort; van de cd 'Ne me quitte pas: Brel songs by...', 1998)

Josee Koning
- Liefde van later (La chanson des vieux amants; van de cd 'Verdronken vlinder - Josee Koning zingt Lennaert Nijgh', 2005)

Elisabeth Kontomanou
- Ne me quitte pas (Op de cd 'Hands & incantation', 2000)

Wim Koopmans
- If you go away (Ne me quitte pas; van de cd 'I'm a singer', 1994)

Tommy Körberg en Stefan Nilsson
- Min barndom (Mon enfance), De skenheliga (Les bigotes), Zangra, Det doftar öl (La bière), Du får inte gå (Ne me quitte pas), Amsterdam, En flicka (Les biches), Vid Molins fontän (Les bourgeois), Visor utan ord (Chansons sans paroles; op het album 'Tommy Körberg och Stefan Nilsson tolkar Jacques Brel', 1982)

Rolinha Kross
- Amsterdam (Jiddische versie, tijdens het concert 'Ode aan Jacques Brel', Amsterdam 16 maart 2003)

## L
Laïs
- Grand Jacques (Van de cd 'Brel op 1', 1998; een live-registratie van een tributeconcert georganiseerd door Radio 1 (België) n.a.v. de twintigste verjaardag van het overlijden van Jacques Brel).
- Marieke (Van de cd 'Douce Victime', 2004)

Serge Lama
- J'arrive, Le prochain amour, Ne me quitte pas, Les bourgeois, Dors ma mie, On n'oublie rien, Il pleut, La Fanette, L'homme dans la cité, Les biches, Le plat pays (Op het album 'Lama chante Brel', 1979)

Fernando Lameirinhas
- Le plat pays (Van de cd 'Fadeando', 1999)

Ngoc Lan
- Nguoi Yeu Neu Ra Di (Ne me quitte pas; van de cd 'Fadeando')

Daniel Lang
- Ne me quitte pas (Gesproken versie)

Simone Langlois
- Ne me quitte pas (1959)
- Il nous faut regarder, Un enfant (Van de cd '18 titres', 1990)

Maurice Larcange
- Ne me quitte pas (Van de cd 'Paris for lovers/Avec moi à Paris', 2005; instrumentaal)

James Last
- Seasons in the sun (Le moribond; van de cd 'Liebe ist...', 1989)
- If you go away (Ne me quitte pas; van de cd 'Paris mon amour', 1990)

Cyndi Lauper
- If you go away (Van de cd 'At last', 2003)

Olivier Laurent
- Ne me quitte pas, La chanson des vieux amants, Quand on n’a que l’amour, Les bonbons, L’amour est mort, La chanson de Jacky, Au suivant, Jef, Le plat pays, Mon père disait, Amsterdam, Ces gens-là (Van de cd 'Ces gens-là', 2003)

Bruno Lauzi
- Le bigotte (Les bigotes; op het album 'Bruno Lauzi', 1970)
- Un bambino (Un enfant), I bonbons (Les bonbons; op het album 'Il teatro di Bruno Lauzi', 1972)

Jean-Sébastien Lavoie
- La quête (Van de cd 'Je me souviendrai', 2004)

Vicky Leandros
- Pes mou pos bories (Ne me quitte pas; op het album 'Pes mou pos bories', 1971)
- Ne me quitte pas (Op het album 'Je suis comme je suis', 1971)

Nara Leão
- La colombe (Op het album 'Coisas do mundo', 1969)

Begijn le Bleu
-  'k Ga uw tieten pakken (Ne me quitte pas; in de voorstelling 'de prins op het witte paard', 2005)

Brenda Lee
- If you go away (Op het album 'Johnny one time', 1969)

Paul de Leeuw
- Dat soort volk (Ces gens-là; van de cd 'Plugged', 1993)
- Een slapende stad (La ville s'endormait; van de cd 'Stille liedjes', 2000)

Raymond Lefevre
- Ne me quitte pas (Op het album 'Les plus belles mélodies française, 19..)

Maxime LeForestier
- La chanson des vieux amants (Van de cd 'Bataclan 1989', 1989)

Sylvie Legault
- Quand on n’a que l’amour (Van de cd 'Brel Québec', 1993)

Jo Lemaire
- La quête (Van de cd 'Brel op 1', 1998; een live-registratie van een tributeconcert georganiseerd door Radio 1 (België) n.a.v. de twintigste verjaardag van het overlijden van de Jacques Brel).

Lemon
- La chanson des vieux amants (Van de cd 'Puur Brel', 2003; voor het programma 'Puur Brel' nodigde jongerenzender JimTV Belgische artiesten en groepen uit om een Jacques Brel-nummer te bewerken. Dit naar aanleiding van de 25ste verjaardag van het heengaan van Brel).

Ute Lemper
- Ne me quitte pas, Amsterdam (Van de cd 'But one day', 2003)

Ute Lemper & David Bowie
- Port Of Amsterdam

Jan Leyers
- Le dernier repas (Van de cd 'Puur Brel', 2003; voor het programma 'Puur Brel' nodigde jongerenzender JimTV Belgische artiesten en groepen uit om een Jacques Brel-nummer te bewerken. Dit naar aanleiding van de 25ste verjaardag van het heengaan van Brel).

Frank van der Linden
- J'arrive (Van de cd 'Brel op 1', 1998; een live-registratie van een tributeconcert georganiseerd door Radio 1 (België) n.a.v. de twintigste verjaardag van het overlijden van Jacques Brel).

Liesbeth List
- Amsterdam, Litanie bij een terugkeer (Litanies pour un retour), Mijn vlakke land (Le plat pays), De oudjes (Les vieux), Dat soort volk (Ces gens-là), Alleen (Seul), Verlegen Frieda (Les timides), De radelozen (Les désespérés), Mijn vader zei (Mon père disait), Laat me niet alleen (Ne me quitte pas), Brussel (Bruxelles; op het album 'Liesbeth List zingt Jacques Brel', 1969)
- Bitte, geh' nicht fort (Ne me quitte pas), Brüssel (Bruxelles), Mein flaches Land (Le plat pays; op het album 'Liesbeth List', 1970)
- De merrie (Le cheval), Ik ben een zomernacht (Je suis un soir d'été), Rosa, De drinker (L'ivrogne), Ne me quitte pas, Oma (Grandmère), Le plat pays, I'm not afraid (Fils de), Kijk nog eens goed m’n kind (Regarde bien, petit), La chanson des vieux amants, De stier (Les toros), Een vriend zien huilen (Voir un ami pleurer; van de cd 'Liesbeth List zingt Jacques Brel 2', 2003; uitgebracht samen met bovengenoemd album; bevat ook nooit eerder uitgebrachte oude radio-opnamen).

Dani Litani
- Benamal Amsterdam

Charles Lloyd
- Ne me quitte pas (Van de cd Jumping the Creek 2005)

Jack Lukeman & the Black Romantics
- If we only have love (Quand on n'a que l'amour), Jacky, My Death (La mort), Lockman (L'éclusier), If you go away (Ne me quitte pas), Port of Amsterdam (Amsterdam), Un ami pleure (Voir un ami pleurer), The devils (Le diable (Ça va)), Fannette (La Fanette; op het album "Wax", 1995)

Vera Lynn
- If we only have love (Quand on n'a que l'amour; van de cd 'The unforgettable Vera Lynn', 1989)

Kay Lyra
- Ne me quitte pas (Van de cd 'Influencia do jazz', 2004)

## M
M
- Au suivant (Van de cd 'Aux suivants', 2003)

Eileen Mager
- Ne me quitte pas (Van de cd 'Classic French songs', 2001)

Mama's Jasje
- Vlakke land (Le plat pays; van de cd 'Hommages II', 1998)

Manic Movement
- Amsterdam (Op het album 'Thousand Sufferings', november 1999)

Barry Manilow
- If we only have love (Quand on n'a que l'amour, van de cd 'Showstoppers', 1992)

Vera Mann
- cd 'In de schaduw van Brel' (2004)

Rick Margitza
- La chanson des vieux amants (Van de cd 'Conversations', 1999)

Lena Martell
- If we only have love (Quand on n'a que l'amour; van de cd 'One day at a time: an anthology of song', 2003)

Fabien Martin
- Vesoul

Maysa Matarazzo
- Ne me quitte pas (Van de lp 'Canecão apresenta Maysa' - 1969 - Copacabana)

Mireille Mathieu
- Ne me quitte pas (Van de cd 'Les plus grands success, vol.3')

Gisela May
- Brüssel, Die Stiere (Les toros), Lied von den alten Liebenden (Chanson des vieux amants), Karusell (La valse à mille temps), Begräbnistango (Le tango funèbre), Die Hirten (Les bergers), Mathilde, Du bist dran (Au suivant), Fanette, Die Schüchternen, Die beste Freundin, Die Chancenlosen, Der Teufel (Le diable (Ça va)), Amsterdam (Van de cd 'Lieder von Jacques Brel', 1998)

Rod McKuen
- Come, Jef (Jef), If you go away (Ne me quitte pas), The lovers, Far west, Zangra, Songs without words (Chanson sans paroles), Port of Amsterdam (Amsterdam), I'm not afraid (Fils de), To you, The statue (La statue), The women (Les biches), Les bourgeois, Les amants de coeur, Season in the sun (Le moribond; van de cd 'Sings Jacques Brel', 1992)

Rob van de Meeberg
- cd 'In de schaduw van Brel' (2004)

Me First and the Gimme Gimmes
- Seasons in the sun (Le moribond; van de cd 'Have a Ball', 1997)

Tom Mega
- Les vieux, Grand Jacques (Van de cd 'Brel', 1992)

Marieann Meringolo
- If we only have love (Quand on n'a que l'amour; van de cd 'Imagine...if we only have love, 2003)

Helen Merril and Stan Getz
- If you go away (Ne me quitte pas)

Jan Mesdag
- Havenstad (Amsterdam), De radelozen (Les désespérés), Kinderen van (Fils de), Ik weet niet waarom (Je ne sais pas), De stad viel in slaap (La ville s'endormait), Voor wat tedere gebaren (La tendresse), Schiphol (Orly), Laat me niet alleen (Ne me quitte pas), Het huilen van een vriend (Voir un ami pleurer), Alleen (Seul), De prille liefde (Le prochain amour), Als er liefde bestaat (Quand on n'a que l'amour), Ik kom er aan (J'arrive), En opeens straalt het licht (La lumière jaillira; op het album 'Zingt Brel', 1988)

Het orkest van Rogier van Otterloo (Niet het Metropole Orkest, dat wordt weleens bij vergissing gedacht, maar in de tijd dat hij dit stuk opnam was hij nog geen chef-dirigent van het Metropole Orkest, en dus maakte hij daar ook nog geen platen mee. Dat kwam pas later.)
- La chanson des vieux amants (Van de cd 'Verzameld werk', 2003; een selectie van de hoogtepunten uit het werk van Rogier van Otterloo)

Mich en Scène
- J'arrive, La chanson des vieux amants, Pardons, Marieke, Mathilde, Au suivant, Les vieux, Ne me quitte pas, Le diable (Ça va), Mijn vlakke land (Le plat pays), Bruxelles, Voir un ami pleurer, Les Marquises, Le moribond, La valse à mille temps (Op het album 'Songs of Jacques Brel', 2003)
- De Markiezen (Les Marquises), Mathilde, Laat me niet alleen (Ne me quitte pas), De duivel (Le diable (Ça va), Amsterdam (Van bonus cd, 2004; zie Bronnen bij Jacques Brel)
- Moenie weggaan nie (Ne me quitte pas; van de cd Madame, 2005))

Milva
- Ne me quitte pas, Quand on n'a que l'amour (Van de cd 'La chanson française', 2001)

Jean-Louis Millette
- La chanson des vieux amants (Van de cd 'Brel Québec', 1993)

Phil Minton
- Song for old lovers (La chanson des vieux amants), Who's next? (Au suivant; van de cd 'Brel', 1992)

Roberta Miranda
- Ne me quitte pas (Van de cd Pele de Amor, 2002 - Universal)

Gerry De Mol & Eva de Roovere
- Teder hart (Les coeurs tendres; van de cd 'Min & meer', 2005)

Moloko
- If you go away (DJ Skymoo mix) (Ne me quitte pas; remix van de versie van Shirley Bassey, op haar album The Remix Album... Diamonds Are Forever, 2000)

Momus
- Nicky (La chanson de Jacky), Don't leave (Ne me quitte pas), See a friend in tears (Voir un ami pleurer; op de 12”-ep “Nicky”, in 1989 ook op cd verschenen als bonustracks op Momus' debuutalbum Circus Maximus uit 1986)

Moondog Jr.
- Jackie (Van de cd 'Every day I wear a greasy feather on my hat', 1995)

Matt Monro
- No me dejes (Ne me quitte pas; van de cd 'Matt Monro en Espanol', 1995?)

Anton Montagne & Guus Westdorp
- Amsterdam, Kinderen van... (Fils de...), Il y a, Madeleine, Le prochain amour, J'en appelle, Bruxelles, Mijn vlakke land (Le plat pays), Mathilde, La chanson des vieux amants (Van de cd 'Door elkaar', 1997)

Des de Moor
- Marieke (Van de cd 'Ne me quitte pas: Brel songs by...', 1998)
- L'ivrogne (Van de cd 'Photographs in empty houses', 1999; eerder (1992) al op cassette verschenen)
- My father said (Mon père disait; Van de cd 'Water of Europe', 1999)

Eric Morena
- La quête (Van de cd 'Oh mon bateau', 2005)

Ronny Mosuse
- If you go away (Ne me quitte pas; 2003)

Mouron
- La quête, Fils de..., Au suivant, Les Flamandes, Marieke, Les prénoms de Paris, L'ivrogne, Mathilde, Quand on n'a que l'amour, Vesoul, Madeleine, Ces gens-là, La chanson de Jacky, Ne me quitte pas, J'arrive, Le bon Dieu, Le tango funèbre, Amsterdam, Voir un ami pleurer, Tu m'as apporté des bonbons (Van de cd 'Quinze années d'amour', 2003)

Nana Mouskouri
- If you go away (Ne me quitte pas), Seasons in the sun (Le moribond; op het album 'Nana's Book of Songs', 1974)
- Le plat pays, Ne me quitte pas (Van de cd 'Hommages', 1997)

Alison Moyet
- Ne me quitte pas (Van de cd 'The essential', 2003)
- La chanson des vieux amants (Van de cd 'Voice', 2004)

Danny de Munk
- Hart en ziel (La chanson des vieux amants; van de cd 'Hart en ziel', 2007)

Paul de Munnik
- Dat Soort Volk (Ces gens-là; van de theatervoorstelling 'Heimwee naar de Hemel', 2010)
- Fernand (Uit de theatervoorstelling 'Brellando', 2010, samen met Fernando Lameirinhas en Riet Muylaert)
- Laat Me Niet Alleen (Ne me quitte pas, uit het tv-programma 'Een Nieuwe Jas', 2008)
- Mijn Vlakke Land (Le plat pays, uit de theatervoorstelling 'Nieuw', 2016)
- Ne Me Quitte Pas (Uit de documentaire 'Brel is dood, leve Brel!', 2003)

I Muvrini
- Amsterdam (Van de cd 'A Strada', 2000)

Mystic Moods Orchestra
- If You Go Away  (Ne me quitte pas)(Stormy Weekend)

## N
Xavier Naidoo
- Amsterdam (Van de cd 'Superstars singen Jacques Brel', 2006)

Nard Reijnders Consort
- Jacques Brel Suite (Bruxelles, Le moribond, Ces gens-là, Les Flamandes, Amsterdam, Ne me quitte pas, Quand on n'a que l'amour, Marieke, tijdens het concert 'Ode aan Jacques Brel', Amsterdam 16 maart 2003)

Sandy Newman
- Voir un ami pleurer (Van de cd 'Ne me quitte pas: Brel songs by...', 1998)

Benny Neyman
- Marjan (Les remparts de Varsovie; op het album 'Samen zijn we rijk', 1978)
- Wij zitten goed voor de T.V. (Voir un ami pleurer; op het album 'Samen zijn we rijk', 1978)

Olivia Newton-John
- If we only have love (Quand on n'a que l'amour; op het album 'Olivia', 1972)

Judy Niemack
- La chanson des vieux amants (Van de cd 'Night and the music', 1997)

Astrid Nijgh & Jan Rot
- Wordt 't ja - wordt 't nee (Le moribond; op het album 'Nachtlied', 2005)

Willem Nijholt
- Jackie (Op het album 'Van Elsschot tot Nijgh', 1971)

Rob de Nijs
- Lied van de oudere minnaars (La chanson des vieux amants; op het album 'Tussen zomer en winter', 1977)
- Laat me niet alleen (Ne me quitte pas; op het album 'Roman', 1983)
- De nuttelozen van de nacht (Les paumés du petit matin; van de cd 'De reiziger', 1989)

Nirvana
- Seasons in the sun (Le moribond, 1993; van de cd/dvd-box 'With the lights out', 2004)

Noir Désir
- Ces gens là (Van de cd 'Aux suivants', 2003)

## O
Orchestre Symphonique de RTL
- Amsterdam, Bruxelles, Quand on a que l’amour, Le moribond, Mathilde, Les Flamandes, Je ne sais pas, La valse à mille temps, Ne me quitte pas (Van de cd 'Brel - Le monde symphonique de Jacques Brel', 1992)

## P
Saara Pakkasvirta
- Amsterdam, Epätoivoiset (Les désespérés), Porvarit (Les bourgeois; op het album Laulusi elää, Brel I, 1984)
- Rakastin (J'aimais; op het album Laulusi elää, Brel II, 1986)

Florent Pagny
- Pagny chante Brel (2007)

Gino Paoli
- Non andare via (Ne me quitte pas, 1962)

Paparazzi
- Ne me quitte pas (Van de cd 'Brel Québec', 1993)

Paper Chase
- My death (La mort; van de cd 'What big teeth you have', 2004)

Bruce Parker
- Ne me quitte pas (Van de cd 'Piano: 100 melodies inoubliables', 2003)

Doug Parkinson
- Ne me quitte pas (Van de cd 'Somewhere after midnight', 2005)

Jannis Parios
- Mi m`athinis mi (Ne me quitte pas) van het album Tha me thimithis (1979)

Jean Claude Pascal
- Bitte geh' nicht fort (Op het album 'Bitte geh' nicht fort')

Danièle Pascal
- Le Bon Dieu, Les Marquises, Les Coers Tendres, My Childhood, Marieke, Il Neige Sur Liège, Amsterdam, Les Flamandes, Sons Of, Le Plat Pays, La Fanette Pas, Ne Me Quitte Pas, I Loved, On N'oublie Rien, La Valse A Mille Temps, Quand On N'a Que L'amour (Van de cd 'Pascal sings Brel', 1999)

Guesch Patti
- Quand on n'a que l'amour (Van de cd 'Hommage - Ils chantent Jacques Brel', 1998)

Freda Payne
- If you go away (Ne me quitte pas; op het album 'Reaching out', 1973)

Pearls Before Swine
- Seasons in the sun (Le moribond; op het album 'City of gold', 1971)

Bart Peeters
- Laat me niet alleen (Ne me quitte pas; van de cd 'Het plaatje van Bart Peeters', 2004)

Anne Peko
- Ne me quitte pas, Sur la place, Il neige sur Liège, Amsterdam, Orly, Les bonbons, J'arrive, La quête (Van de cd 'D'Amsterdam à Göttingen...', 2004)

Henry Pelissier
- Ne me quitte pas, Quand on n'a que l'amour (Van de cd 'Les plus belles chansons...disc 1', 1992)

Petra & Ferruccio
- Non andare via (Ne me quitte pas; van de cd 'Musica nuda 2', 2006)

Nicolas Peyrac
- Jacky (Van de cd 'Hommage - Ils chantent Jacques Brel', 1998)

The Pierre Hurel Trio
- Ne me quitte pas (Van de cd 'My life is like a French movie', 2001)

Sian Phillips
- If you go away (Ne me quitte pas; van de cd 'And so it goes', 2003)

Vadim Piankov
- Amsterdam, La cathédrale, L’ivrogne, Fernand, La foire, Pourquoi faut-il que les hommes s’ennuyent?, Ne me quitte pas, Mon père disait, Madeleine, Bruxelles, Quand on n’a que l’amour, Le plat pays, Sur la place, Il neige sur Liège, Les vieux, Orly, La quête, ("L’homme de la Mancha"), Jojo (Van de cd 'Chante Jacques Brel', 1998)
- Le plat pays, Jef, Ne me quitte pas, L'ivrogne, Les vieux, Les fenêtres, Mon père disait; L'enfance, Marieke, Fernand, La quête, Orly, Amsterdam (Van de cd 'Brel...Barbara', 2001)

Magda Piskorczyk
- Hearts (Les coeurs tendres; van de cd 'Magda Live', 2008)

Les Pois Z’ont Rouges
- Les bonbons (Van de cd 'Brel Québec', 1993)

Polo
- La Fanette (Van de cd 'Aux suivants', 2003)

Ronnie Potsdammer
- Een vrouw of een hond (Les filles et les chiens)

Franck Pourcel
- Ne me quitte pas (Van de cd 'Mes plus grands succès', 2005)

Praga Khan
- Le port d'Amsterdam (Van de cd 'Puur Brel', 2003; voor het programma 'Puur Brel' nodigde jongerenzender JimTV Belgische artiesten en groepen uit om een Jacques Brel-nummer te bewerken. Dit naar aanleiding van de 25ste verjaardag van het heengaan van Brel).

Paty Pravo
- Non andare via (Ne me quitte pas; op het album 'Bravo Pravo', 1971)
- Canzone degli amanti (La chanson des vieux amants; op het album 'Di vero in fondo', 1971)

Duilio Del Prete
- Non lasciarmi solo (Ne me quitte pas), Marieke, Amsterdam, Quelli là (Ces gens-là), La canzone di Jacky (La chanson de Jacky), La bassa landa (Le plat pays), Mio padre diceva (Mon père disait), La mia infanzia (Mon enfance), I borghesi (Les bourgeois), Maddalena (Madeleine), Il leone (Le lion), I bastioni di Varsavia (Les remparts de Varsovie), La fanette, La canzone dei vecchi amanti (La chanson des vieux amants), I vecchi (Les vieux), Non lasciarmi solo (Ripresa; ne me quitte pas) / La canzone dei vecchi amanti (Ripresa), Dulcinea, Guarda bene, figliolo (Regarde bien, petit), Avanti un altro (Au suivant)/La colomba (La colombe), Zangra, Jaurès, I borghesi (Ripresa), Knokke-le-Zoute, A tutto valzer (La valse à mille temps), Orly, Vedere piangere un amico (Voir un ami pleurer) /Jef /Jojo, La città s'addormiva (La ville s'endormait), Stasera sono estate (Je suis un soir d'été), Amsterdam, Il moribondo (Le moribond), Arrivo (J'arrive) / Invecchiare / L'ultima cena (Le dernier repos), Les Marquises, La meta (La quête; van de cd 'Duilio Del Prete canta Brel', 2002)

Pumajaw
- La chanson des vieux amants (Van de cd 'Becoming Pumajaw', 2006)

Purper
- Moenie weggaan nie (Ne me quitte pas; in het theaterprogramma 'Purper blikt vooruit', 2006)

## R
Laurika Rauch
- Moenie weggaan nie (Ne me quitte pas), I loved (J' aimais), You don't forget (On n'oublie rien), The old folks (Les vieux), Tenderness (La tendresse), My childhood (Mon enfance), Sons of… (Fils de…), The early morning hangers on (Les paumés du petit matin), Song of the old lovers (La chanson des vieux amants), My open land (Le plat pays), Little hypocrites (Les bigotes), If we only have love (Quand on n'a que l'amour), Marieke (Van de cd 'The Brel album', 1997)

Jarkko Rantanen
- Lapset (Fils de), Koiranelämää (Les filles et les chiens), Yksin (Seul; op het album 'Laulusi elää, Brel I', 1984)
- Kuolema, Mathilde (Op het album 'Laulusi elää, Brel II', 1986)

Rapalje
- De stad Amsterdam (Amsterdam; van de cd 'Celtic Fire', 2007)

Phil Rectra
- Jackie, Funeral tango (Tango funèbre), Amsterdam, Fanette (Van de cd 'Phil Rectra sings Brel and Walker', 2004)

Dean Reed
- If you go away (Ne me quitte pas; van de cd 'Dean Reed a jeho svět', 1976)

Serge Reggiani
- Les bourgeois (Van de cd 'Hommage - Ils chantent Jacques Brel', 1998)

Selma Reis
- Ne me quitte pas (Van de cd 'Todo Sentimento', 2001)

Nicolas Repac
- Le moribond (Van de cd 'La vile', 2006)

Tine Reymer
- Les Flamandes, Fernand (Van de cd 'Brel op 1', 1998; een live-registratie van een tributeconcert georganiseerd door Radio 1 (België) n.a.v. de twintigste verjaardag van het overlijden van Jacques Brel).

Catherine Ribeiro
- Ne me quitte pas (Van de cd 'L'amour aux nus', 1992)

Patrick Riguelle
- Regarde bien petit, Les Marquises (Van de cd 'Brel op 1', 1998; een live-registratie van een tributeconcert georganiseerd door Radio 1 (België) n.a.v. de twintigste verjaardag van het overlijden van Jacques Brel).

Markku Riikonen
- Jacky, Hautajaistango (Tango funèbre), Vanhan pojan bourree (La bourrée du célibataire; op het album 'Laulusi elää, Brel I', 1984)
- Fanette, Sanaton laulu (Chanson sans paroles; op het album 'Laulusi elää, Brel II', 1986)

Susana Rinaldi
- Chanson des vieux amants (Van de cd 'La voz del tango', 2004)

Alma Ritano
- No me dejes (Ne me quitte pas; van de cd 'Alma del amor', 1993)

Robert
- La chanson des vieux amants (Van de cd 'Sine', 2001)

Tom Robinson
- Yuppie scum (Les bourgeois; van de cd 'Ne me quitte pas: Brel songs by...', 1998)

Philippe Robrecht
- Mijn vader zei (Mon père disait)

Jimmy Rodgers
- The lovers

Laurens van Rooyen
- La chanson des vieux amants (Op het album 'Rêverie', 1980)

Maarten van Roozendaal
- Een vrouw of een hond (Les filles et les chiens, tijdens het concert 'Ode aan Jacques Brel', Amsterdam 16 maart 2003)

Ângela Ro Ro
- Ne me quitte pas (Van de cd Nosso amor ao Armagedon, 1993 - Som Livre)

Stig Rossen
- If we only have love (Quand on n'a que l'amour; van de cd 'Live in concert', 1994)

Leon Rosselon
- Jaurès (Van de cd 'Ne me quitte pas: Brel songs by...', 1998)

Gildor Roy
- Comment tuer l’amant d’sa femme (Van de cd 'Brel Québec', 1993)

Annie Royer
- La valse à mille temps (Van de cd 'C'est si bon', 2000)

## S
Harry Sacksioni
- La chanson des vieux amants (Van de cd 'Oorsprong', 1998)

Sandler & Young (Tony Sandler & Ralph Young)
- If you go away (Ne me quitte pas; van de cd 'Great gentlemen of song', 1998)

Scala
- Voir un ami pleurer (Van de cd 'Puur Brel', 2003; voor het programma 'Puur Brel' nodigde jongerenzender JimTV Belgische artiesten en groepen uit om een Jacques Brel-nummer te bewerken. Dit naar aanleiding van de 25ste verjaardag van het heengaan van Brel).

Dirk Schäfer
- Warten auf Madeleine (Madeleine), Intro zu La Fanette, La Fanette, Aus der Hölle (Le diable), Solche Leute da (Ces gens-là), Die Spießbürger (Les bourgeois), Litanies pour un retour, Der Säufer (L`ivrogne), Les désespérés, Mathilde, Ne me quitte pas, Ulm (Vesoul), La chanson des vieux amants, Les toros, Die Pralinés (Les bonbons), Amsterdam, Die Alten (Les vieux; van de cd 'Doch davon nicht genug; Dirk Schäfer singt Jacques Brel ', 2003)

Werner Schneyder
- Das Lied von der alten Liebe (La chanson des vieux amants; van de cd 'Sentimental - Meine Lieder', 2004)

Jokke Schreurs Trio
- Ne me quitte pas (Van de cd 'Muziek van voor den oorlog', 2002)

Georges Schmitt
- Ne me quitte pas (Van de cd 'Pan flute', 1996; instrumentaal)

The Seekers
- If you go away (Ne me quitte pas; op het album 'Seen in green', 1967)

Jean-Claude Seferian
- La chanson des vieux amants, Madeleine (Van de cd 'L'homme qui te ressemble', 1993)
- Le plat pays, Les prénoms de Paris, Mon enfance, Mathilde, Quand on n'a que l'amour, Ne me quitte pas, Amsterdam, Bruxelles, Jef, L'ivrogne, La quête, La valse à mille temps, Les Marquises, Askoy Blues (Van de cd 'Ne me quitte pas - Jean-Claude Seferian chante Brel', 1998)

The Sensational Alex Harvey Band
- Next (Au suivant; op het album 'Next', 1973)

Ramses Shaffy
- Mathilde (jaren 60)

Sandie Shaw
- Ne me quitte pas (Van de cd 'Always Something There To Remind Me', 1990)

Noar Shulayim
- (Benamal) Amsterdam

Shusha
- Marieke (Van de cd 'This is the day', 2001)

Maat Sieben Howden
- Amsterdam' (Van de cd 'A tribute to Scott Walker', 2006)

Nina Simone
- Ne me quitte pas (Op het album 'I put a spell on you', 1965)
- The desperate ones (Les désespérés; op het album 'Nina Simone and piano!', 1969)

Frank Sinatra
- If you go away (Ne me quitte pas; op het album 'My Way', 1967)
- I'm not afraid (Fils de; op het album 'Frank Sinatra's greatest hits Vol. 2', 1970)

Eddie Skoller
- If you go away (Ne me quitte pas), Zambra (Zangra; op het album 'What did you learn in school today', 1980)
- Mathilde, Bon Bons (Les bonbons; op het album 'Eddie Skoller & Hans 6-strengs én mands band', 1982)

Sleeping Pictures
- Girls and dogs (Les filles et les chiens; van de cd 'A tribute to Scott Walker', 2006)

Ernst Daniël Smid
- Liefde van later (La chanson des vieux amants; van de cd 'Gevoel van geluk', 2003)

Wende Snijders - zie Wende
Spell
- Seasons in the sun (Le moribond; van de cd 'Seasons in the sun', 1993)

Frédérique Spigt
- Voir un ami pleurer (in een uitzending van het Nederlandse televisieprogramma De Plantage op 4 oktober 1998)

Spiritual Brothers
- Ne me quitte pas (Van de cd 'Spiritual Brothers', 2003)

Dusty Springfield
- If you go away (Ne me quitte pas; op het album 'The Look of love', 1967)

Thérèse Steinmetz
- Adieu papa (Le moribond, 1976; op het album 'Thérèse', 1976)

Starflam
- Ce plat pays II (Van de cd 'Puur Brel', 2003; rapversie; voor het programma 'Puur Brel' nodigde jongerenzender JimTV Belgische artiesten en groepen uit om een Jacques Brel-nummer te bewerken. Dit naar aanleiding van de 25ste verjaardag van het heengaan van Brel).

Berdien Stenberg
- Ne me quitte pas; Bruxelles; Rosa (Van de cd 'Het beste uit de...top 100 (3)', 1995; een compilatie van 3 Brel nummers)

Sting
- Ne me quitte pas (Van de cd 'Shape of my heart', 1993)

Stories from the moon
- Les coeurs tendres  (Van de cd 'Stories from the moon', 2006)

Evabritt Strandberg
- Jag vet nästan inget alls (Je ne sais pas), Marieke, Knokke Le-Zoute, Min älskade (La chanson des vieux amants), Amsterdam, Du får inte gå (Ne me quitte pas), Det doftar öl (La biére), Fernand, Begravningstango (Le tango funèbre), Flen (Vesoul), Jag minns (J'arrive), Kanske kärlek är allt (Quand on n'a que l'amour; van de cd 'Evabritt Strandberg sjunger Brel', 1995)

The Strangers
- a monsieur brel (Les f... (Les flamingants))

Camille O'Sullivan
- Vesoul, Song for old lovers (La chanson des vieux amants), Next (Au suivant), My death (La mort), Voir un ami pleurer, Sons of (Fils de), Amsterdam, Ne me quitte pas, Middle class (Les bourgeois), Old folks (Les vieux), Marieke, Le moribond, We must look (Il nous faut regarder), Jackie, If we only have love (Quand on n'a que l'amour; van de cd 'Sings Brel live', 2004)

The Sword Vulcano Complex
- My death (La mort; van de cd 'A tribute to Scott Walker', 2006)

## T
Telstar
- Le moribond (Van de cd 'Puur Brel', 2003; voor het programma 'Puur Brel' nodigde jongerenzender JimTV Belgische artiesten en groepen uit om een Jacques Brel-nummer te bewerken. Dit naar aanleiding van de 25ste verjaardag van het heengaan van Brel).

Jacky Terrasson
- Ne me quitte pas (Van de cd 'A Paris...', 2001; jazz)

Têtes Raides
- Les vieux (Van de cd 'Aux suivants', 2003)

JP den Tex & Les Gueux
- Marieke (Van de cd 'After hours', 1993)

Toots Thielemans
- Ne me quitte pas (Van de cd 'Do not leave me', 1989)

Romain Tonazzi & Pascal
- Ne me quitte pas (Van de cd '28 melodies populaire françaises a la guitare', 1990)

Michèle Torr
- Quand on n'a que l'amour (Van de cd 'A mi-vie', 1993)
- Amsterdam (Van de cd 'Hommage - Ils chantent Jacques Brel', 1998)

Emiliana Torrini
- If you go away (Ne me quitte pas; van de cd 'To Be Free Pt. 1', 1999)

Dédé Traké
- Les bourgeois (Van de cd 'Brel Québec', 1993)

Tran Thai Hoa
- If you go away (Ne me quitte pas)

Sylvie Tremblay
- La quête (Van de cd 'Brel Québec', 1993)

Jackie Trent
- If you go away (Op het album 'The look of love', 1969)

Triggerfinger
- Au suivant (Op het album 'Triggerfinger' en van de cd 'Puur Brel', 2003; voor het programma 'Puur Brel' nodigde jongerenzender JimTV Belgische artiesten en groepen uit om een Jacques Brel-nummer te bewerken. Dit naar aanleiding van de 25ste verjaardag van het heengaan van Brel).

Mari Trini
- Ne me quitte pas (Single, 1974)

Will Tura
- Mijn vlakke land (Le plat pays; van de cd 'Vlaanderen', 1988)

## U
Henk van Ulsen
- Jacky (La chanson de Jacky), De stier (Les toros), En wie volgt! (Au suivant!), Doodsbed-tango (Le tango funèbre), Een vrouw of een hond (Les filles et les chiens; op het album 'Hommage aan Jacques Brel', 1974)

## V
Vaiana, Pierre
- Le moribond, Chanson de Jacky, Les Marquises, Les bourgeois, Mathilde, La chanson des vieux amants, Vésoul, Le plat pays, Les bonbons, Bruxelles, Les paumés du petit matin, Voir un ami pleurer (cd 'L'âme des poètes - joue Brel', 1996)

Conny Vandenbos
- Oud (Vieille; op het album 'Vrouwen zijn vrouwen, zijn vrouwen...', 1968)
- Een vriend zien huilen (Voir un ami pleurer; op het album 'Vriendschap', 1995)

René Vandendorpe
- Ne me quitte pas (Winnaar Publieksprijs 2005 Concours de la Chanson)

Maurizio Vandelli
- Non lasciarmi solo (Ne me quitte pas; van de cd 'Se nei '90...', 1991)

Ornella Vanoni
- Ne me quitte pas (Van de cd 'Ai miei amici cantautori', 2003)

Lucretia van der Vloot
- Vesoul

Sylvie Vartan
- Ne me quitte pas (Op het album 'Olympia 72', 1972; live)
- La chanson des vieux amants (Van de cd 'Au casino de Paris', 1995)
- Vesoul (Van de cd en dvd 'Tour de siècle', 1999; onderdeel van een medley)

Jan Vayne
- La chanson des vieux amants (Van de cd 'Living colours', 1992)

Herman van Veen
- Liefde van later (La chanson des vieux amants; op het album 'Herman van Veen II', 1969)
- Dit slag volk (Ces gens-là; op het album 'Morgen', 1970)
- Ich lieb dich noch (La chanson des vieux amants; op het album 'An eine ferne Prinzessin', 1977)
- Een vriend zien huilen (Voir un ami pleurer; op het album 'Anne', 1986)
- Ich weiß (Voir un ami pleurer; op het album 'Anne', 1987)
- Voir un ami pleurer (Van de cd 'You take my breath away', 1992)
- Marieke (Van de cd 'My cat and I', 1994)
- M'n vlakke land (Le plat pays; van de cd 'In echt', 1998)
- Quand on n'a que l'amour (Op de dvd 'Carré 2000' instrumentale versie, geen zang)
- Moenie weggaan nie (Ne me quitte pas; van de cd 'Carré 2000', 2001)
- Ich loz dir nisht gejn (Ne me quitte pas; van de cd 'Was ich dir singen wollte - Live', 2002)

Regine Velasquez
- If you go away (Ne me quitte pas)

Velvet Sound Orchestra
- Ne me quitte pas (Van de cd 'Mediterranean nights', 1999)

Anthony Ventura Orchestra
- Ne me quitte pas

Johan Verminnen
- Een vriend zien huilen (Voir un ami pleurer; van de cd 'Traag is mooi', 1986)
- Een vriend zien huilen (Voir un ami pleurer; van de cd 'Live for Life', 1993; samen met Kathy Lindekens ihkv de actie 'Kom op tegen kanker')
- Fernand (Tijdens het concert 'Ode aan Jacques Brel', Amsterdam 16 maart 2003)

Bobby Vinton
- Seasons in the sun (Le moribond; op het album 'With love', 1974)

De Vliegende Panters
- Kwek Duck (parodie op Liefde van later (La chanson des vieux amants; van de cd 'Sex-Live', 1998)

Volvere
- Etapas de mi vida (Le moribond; van de cd 'Profugos de Chicago', 2005)

VonBergh
- Marieke, Venlo (Amsterdam), Unne vrind zeen bäöke (Voir un ami pleurer), De nuttelozen van de nacht (Les paumés du petit matin), Laot mich neet allein (Ne me quitte pas; van de cd 'Brecht-Brel', 2006; deels in het Limburgs)

David Vos
- Jojo, La chanson de Jacky, De nuttelozen van de nacht (Les paumés du petit matin), Le moribond, Voir un ami pleurer, Fernand, La valse à mille temps, Mijn vlakke land (Le plat pays), C'est comme ça, Ces gens-là, Vesoul, De drinker (L'ivrogne; op de cd 'David Vos zingt Brel in café 't Blaauwhooft', 2001)

- (op de cd 'Van Brel tot Vos', 2007; live)

Luc De Vos
- De sluiswacht (L'éclusier; van de cd 'Brel op 1', 1998; een live-registratie van een tributeconcert georganiseerd door Radio 1 (België) n.a.v. de twintigste verjaardag van het overlijden van Jacques Brel).

## W
Hessel van der Wal
- Alleen (Seul, tijdens het concert 'Ode aan Jacques Brel', Amsterdam 16 maart 2003)

The Walkabouts
- People such as these (Ces gens-là; van het album 'Train leaves at eight', 2001)

Scott Walker
- Mathilde, My death (La mort), Amsterdam (Op het album 'Scott', 1967)
- Jackie (La chanson de Jacky), Next (Au suivant), The girls and the dogs (Les filles et les chiens; op het album 'Scott 2', 1968)
- Sons of... (Fils de...), Funeral tango (Tango funèbre), If you go away (Ne me quitte pas; op het album 'Scott 3', 1969)
- Bovenstaande opnames werden in 1981 verzameld op de lp 'Scott Walker sings Jacques Brel'.

Dionne Warwick
- If we only have love (Quand on n'a que l'amour; op het album 'Dionne', 1972)

Konstantin Wecker
- Joe (Jacky; van de cd 'Superstars singen Jacques Brel', 2006)

Wende
- Ça va, La valse à mille temps, Ne me quitte pas, La quête (Van de cd 'Quand tu dors', 2004)
- Au Suivant (In het Nederlandse televisieprogramma Vrijdag prinsjesdag op 10 september 2004).

Dottie West
- If you go away (Ne me quitte pas; op het album 'What I'm cut out to be', 1968)

Westlife
- Seasons in the sun (Le moribond, 1999; single; met Kerstmis 1999 stond deze uitvoering in Engeland op 1)

Cherry Wijdenbosch
- Mijn vlakke land (Le plat pays; van de cd 'Niet ik', 1999)

Jeroen Willems
- Liefde van later (La chanson de vieux amants (hertaling door Lennart Nijgh); Jeroen Willems met Angela Gheorghiu, Eliane Rodriques (piano) en het Radio Philharmonisch Orkest Holland onder leiding van Paolo Olmi; tijdens 25 jaar Koningin Beatrix, 2005)
- De namen van Parijs (Les prenoms de Paris), Mijn jeugd (Mon enfance), Madeleine, Mijn vlakke land (Le plat pays) Wie volgt (Au suivant), Nuchter (A jeun), De radelozen (Les désespérés), Schiphol (Orly), Fernand, Laat me niet alleen (Ne me quitte pas), De dronken man (L'ivrogne), De stervende (Le moribond), Fanette, Mathilde (Van de cd 'Jeroen Willems zingt Jacques Brel'; (14 nummers uit de solo-voorstelling 'Brel, de zoete oorlog'; live opgenomen in Huis Oostpool, 2005)
- In 2019 is bovenstaande cd opnieuw uitgebracht, ditmaal als dubbel-cd, met daarop tevens de nummers Knokke-Het Zout Tango (Knokke-Le Zout Tango), Litanie van een Terugkeer (Litanie pour un retour), Jojo, Leerdam (Vesoul), Jef en Amsterdam.

In 2004 kreeg Willems mede voor 'Brel, de zoete oorlog' de Louis d'Or toegekend.
In februari 2006 ging de opvolger van deze theatervoorstelling in première: Brel 2.
Andy Williams
- Seasons in the sun (Le moribond; van de cd 'Reflexions', 1991)

Nancy Wilson
- If we only have love (Quand on n'a que l'amour; van de cd 'Live from Las Vegas', 2002; opnames uit 1968; cd is onderdeel van de cd-box 'The essence of Nancy Wilson'. Sinds 2005 ook verkrijgbaar als aparte cd)

Edward Woodward
- If you go away (Ne me quitte pas; van de cd 'Love is the key', 1977)

Nanette Workman
- Ne me quitte pas (Van de cd 'Brel Québec', 1993)

## Y
Glenn Yarbrough
- The women (Les biches; op het album 'The lonely things', 1966)

## Z
Zakformaat XL
- De sluiswacht (L’éclusier; van de cd 'N°1', 2000)

Georghe Zamfir
- If you go away (Ne me quitte pas; van de cd 'Images', 1989)

Zebda
- Jaurès (Van de cd 'Aux suivants', 2003)

Zinzin
- Vesoul (Van de cd '20 Success dela chanson', 2000)

Zita Swoon (onder de voormalige naam Moondog Jr.)
- Jackie (Van de cd 'Every day I wear a greasy feather on my hat', 2000)